# Walter Creighton Brown
Walter Creighton Brown  (* 8. August 1913 in Butte, Montana; † 15. Juli 2002 in Murphys, Kalifornien) war ein US-amerikanischer Herpetologe.
Brown diente im Zweiten Weltkrieg als Soldat in Neuguinea. Er wurde 1955 an der Stanford University promoviert und ging als Fulbright Professor an die Silliman University auf den Philippinen.
Er spezialisierte sich auf Reptilien und Amphibien aus dem Südpazifik und den Philippinen und erstbeschrieb 65 Arten von Reptilien. Mehrere Reptilien sind nach ihm benannt.